# NASDAQ Biotechnology Index
El Índice NASDAQ de Biotecnología incluye valores de empresas que cotizan en el NASDAQ clasificadas de acuerdo al Industry Classification Benchmark, las cuales pueden ser de biotecnología o farmacéuticas y que cumplan también con otros criterios de elegibilidad.

## Lista de las compañías
A
- AVI BioPharma
- Adolor Corporation
- Affymetrix
- Alkermes (company)
- Alnylam Pharmaceuticals
- Amgen
- Amylin Pharmaceuticals
- Angiotech Pharmaceuticals
- Axcan Pharma

B
- BioMarin Pharmaceutical
- Biogen Idec

C
- Celgene
- Cell Genesys
- Cephalon
- Crucell

D
- DeCODE genetics

- Dendreon

E
- Exelixis

G
- GenVec
- Genzyme
- Geron Corporation
- Gilead Sciences

H
- Halozyme Therapeutics
- Human Genome Sciences

I
- ImClone Systems
- Invitrogen

L
- Lexicon Pharmaceuticals
- Life Technologies
- LifeCell

M
- MannKind Corporation
- Maxygen
- Medarex
- Monogram Biosciences
- Myriad Genetics

N
- Neurocrine Biosciences
- Northfield Laboratories

O
- OSI Pharmaceuticals

P
- Panacos Pharmaceuticals
- Perrigo

Q
- Qiagen

R
- Regeneron

S
- Sepracor
- Shire plc

T
- Tercica
- Teva Pharmaceutical Industries

V
- Verenium Corporation
- Vertex Pharmaceuticals
- ViroPharma

W
- Warner Chilcott

Z
- ZymoGenetics